# دورا کالموس
دورا کالموس (انگلیسی: Dora Kallmus؛ ۲۰ مارس ۱۸۸۱ – ۲۸ اکتبر ۱۹۶۳ (۸۲ ساله)) عکاس اهل اتریش بود.